# Mesorhaga africana
Mesorhaga africana är en tvåvingeart som beskrevs av Charles Howard Curran 1927. Mesorhaga africana ingår i släktet Mesorhaga och familjen styltflugor.
Artens utbredningsområde är Tanzania. Inga underarter finns listade i Catalogue of Life.